# Julián Cardona
Pour les articles homonymes, voir Cardona.
Cardona  Henao est un nom espagnol. Le premier nom de famille, en général paternel, est Cardona ; le second, en général maternel, souvent omis, est Henao.
Julián Cardona Tabares (né le 19 janvier 1997 à La Unión) est un coureur cycliste colombien.

## Biographie
En juin 2022, il termine troisième du Tour de Colombie. 

## Palmarès sur route

### Par année
- 2013
  - 3e du championnat de Colombie du contre-la-montre cadets
- 2014
  - 5e étape de la Vuelta del Porvenir de Colombia
- 2015
  -  Champion panaméricain du contre-la-montre juniors
  - Vuelta del Porvenir de Colombia :
    - Classement général
    - 2e étape

  -  Médaillé de bronze du championnat panaméricain sur route juniors
- 2017
  -  Champion de Colombie du contre-la-montre espoirs
- 2022
  - 3e du Tour de Colombie
- 2023
  - 2e de la Clásica de Fusagasugá

### Classements mondiaux
| Année                                 | 2017  | 2018  | 2019 | 2020 | 2021 | 2022  |
| ------------------------------------- | ----- | ----- | ---- | ---- | ---- | ----- |
| Classement mondial                    | 2395e | 1932e | nc   | nc   | nc   | 1455e |
| UCI Europe Tour                       | nc    | 1632e |      |      |      |       |
| UCI America Tour                      | 357e  | 283e  | nc   | nc   | nc   | 201e  |
|                                       |       |       |      |      |      |       |
| Légende : nc = non classéSource : UCI |       |       |      |      |      |       |

## Palmarès sur piste

### Championnats du monde juniors
- Séoul 2014
  -  Médaillé d'argent de la poursuite par équipes (avec Javier Ignacio Montoya, Wilmar Paredes et Jaime Restrepo)

### Championnats panaméricains
- 2015
  -  Champion panaméricain de poursuite par équipes juniors (avec Wilmar Molina, Harold Tejada et Javier Ignacio Montoya)